# Lucienne Velu

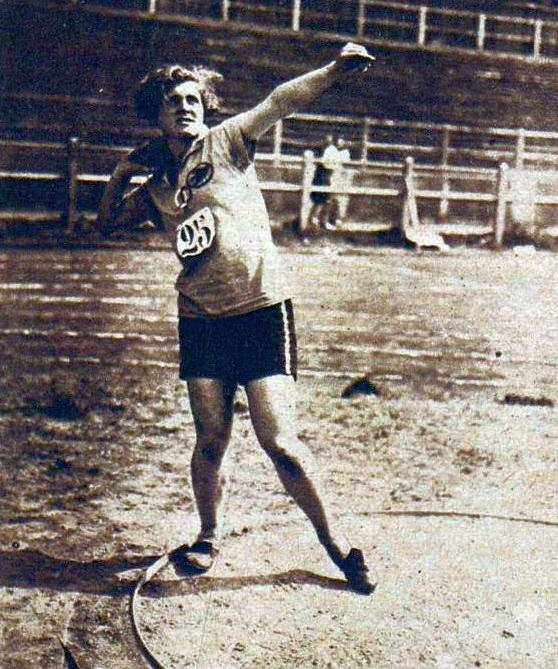
Lucienne Velu, 1928

Lucienne Velu (Lucienne Antoinette Velu, verheiratete Odoul, später Chapillon; * 28. Januar 1902 in Paris; † 12. Juni 1998 in Quincy-sous-Sénart) war eine französische Diskuswerferin, Kugelstoßerin und Sprinterin.
Bei den Olympischen Spielen wurde sie 1928 in Amsterdam Vierte in der 4-mal-100-Meter-Staffel und Zehnte im Diskuswurf. Über 100 m schied sie im Vorlauf aus. 1936 in Berlin kam sie im Diskuswurf auf den 14. Platz.
Am 19. September 1924 stellte sie in Paris mit 30,225 m einen Weltrekord im Diskuswurf auf.
14 mal wurde sie Französische Meisterin im Diskuswurf (1925–1930, 1932–1937, 1939, 1942), achtmal im Kugelstoßen (1928, 1930–1935, 1937) je viermal über 80 m (1927, 1931–1933) und 200 m (1927–1930) sowie dreimal über 60 m (1934–1936).

## Persönliche Bestleistungen
- Kugelstoßen: 11,31 m, 19. August 1934, Orléans (ehemaliger nationaler Rekord)
- Diskuswurf: 37,81 m, 31. Juli 1932, Paris (ehemaliger nationaler Rekord)